# پندلتن (اورگن)
پندلتن (به انگلیسی: Pendleton) شهری در شهرستان یومتیلا ایالت اورگن است و در سرشماری سال ۲۰۱۱ میلادی، ۱۶٬۶۱۲ نفر جمعیت داشته که نسبت به سال ۲۰۱۰، ۰٫۰۸ درصد رشد جمعیت داشته‌است.

## موقعیت جغرافیایی
موقعیت جغرافیایی شهرها و مناطق اطراف به شرح زیر است: